# 한수연
한수연(1983년 4월 24일 ~ )은 대한민국의 배우이다.

### 드라마
- 2008년 MBC EVERY1 토요드라마 《별순검 2》 ... 유이 역
- 2011년 OCN 일요드라마 《뱀파이어 검사》 ... 정윤아 역
- 2014년 KBS2 금요드라마 《하이스쿨 러브온》 ... 최소진 역
- 2014년 tvN 월화드라마 《일리있는 사랑》 ... 유선주 역
- 2015년 OCN 토요드라마 《실종느와르 M》 ... 이진영 역
- 2016년 OCN 일요드라마 《뱀파이어 탐정》 ... 김연주 역
- 2016년 KBS2 월화드라마 《구르미 그린 달빛》 ... 중전 김씨 역
- 2017년 MBC 아침 일일연속극 《훈장 오순남》 ... 황세희 / 원세영 역
- 2018년 SBS 드라마 스페셜 《친애하는 판사님께》 ... 방우정 역
- 2019년 KBS2 화요드라마 《회사 가기 싫어》 ... 윤희수 역
- 2020년 tvN 수목드라마 《악의 꽃》 ... 정미숙 역 (특별출연)
- 2020년 KBS2 수목드라마 《바람피면 죽는다》 ... 박혜경 역
- 2022년 tvN 수목드라마 《킬힐》 ... 함신애 역
- 2022년 TVING 오리지널 드라마 《돼지의 왕》 ... 박민주 역 (특별출연)
- 2023년 KBS2 월화드라마 《두뇌공조》 ... 정인영 역 (특별출연)
- 2023년 tvN 토일드라마 《판도라: 조작된 낙원》 ... 홍유라 역
- 2024년 tvN 월화드라마 《웨딩 임파서블》 ... 한수현 역
- 2025년 KBS2 주말드라마 《독수리 5형제를 부탁해!》 ... 강소연 역
- 2025년 SBS 금토드라마 《귀궁》 ... 대비 역
- 2025년 ENA 월화드라마 《아이쇼핑》 ... 영부인 여사 역
- 2025년 Netflix 오리지널 드라마 《당신이 죽였다》

### 시트콤
| 연도 | 방송사  | 제목            | 역할   | 비고    |
| ---- | ------- | --------------- | ------ | ------- |
| 2013 | KBS 2TV | 《일말의 순정》 | 하소연 | 125부작 |

### 영화
- 2006년 영화 《조용한 세상》 ... 정유진 역
- 2007년 영화 《도화지》 ... 지민 역
- 2008년 영화 《도레미파솔라시도》 ... 동희 역
- 2008년 영화 《모던 보이》 ... 핑크클로시 모던 걸 역
- 2008년 영화 《용기가 필요해》 ... 도우미 역
- 2009년 영화 《너와 나의 21세기》 ... 수영 역
- 2010년 영화 《참을 수 없는》 ... 경린 역
- 2010년 영화 《소분》 ... 소희 역
- 2011년 영화 《달빛 길어올리기》 ... 다영 역
- 2011년 영화 《체포왕》 ... 현숙 역
- 2011년 영화 《모비딕》 ... 서은숙 역
- 2012년 영화 《이방인들》 ... 연희 역
- 2013년 영화 《달구비》 ... 정우 역
- 2013년 영화 《런닝맨》 ... 김가연 역
- 2015년 영화 《악인은 살아 있다》 ... 나유미 역
- 2016년 영화 《밀정》 ... 매향 역
- 2017년 영화 《더 킹》 ... 룸 장모 역
- 2019년 영화 《진범》 ... 임유정 역
- 2019년 영화 《카센타》 ... 예리 역
- 2023년 영화 《안나푸르나》 ... 안나 역
- 2023년 영화 《소년들》 … 신은희 역
- 2024년 영화 《1980》 ... 영희 엄마 역

### 연극
| 연도 | 제목          | 역할   | 기간                  | 장소                | 비고 |
| ---- | ------------- | ------ | --------------------- | ------------------- | ---- |
| 2015 | 《꽃의 비밀》 | 모니카 | 2015.12.01~2016.01.31 | 예스24 스테이지 2관 |      |

### 교양
| 연도 | 방송사  | 제목                                        | 역할   | 기간                  | 비고 |
| ---- | ------- | ------------------------------------------- | ------ | --------------------- | ---- |
| 2014 | EBS 1TV | 《세계테마기행 - 헝가리, 보물상자를 열다》  | 출연자 | 2014.02.10~2014.02.13 |      |
| 2021 | MBC     | 《생방송 행복드림 로또 6/45》               | 게스트 | 2021.08.14            |      |
| 2022 | EBS 1TV | 《세계테마기행 - 그토록 꿈꾸던, 사이판·괌》 | 출연자 | 2022.07.18~2022.07.21 |      |

### 예능
| 연도 | 방송사  | 제목             | 역할   | 기간       | 비고 |
| ---- | ------- | ---------------- | ------ | ---------- | ---- |
| 2016 | KBS 2TV | 《해피투게더 3》 | 게스트 | 2016.11.03 |      |
| 2018 | TvN     | 《문제적남자》   | 게스트 | 2018.08.14 |      |
| 2022 | JTBC    | 《톡파원 25시》  | 게스트 | 2022.10.03 |      |
| 2023 | SBS     | 《강심장리그》   | 게스트 | 2023.06.06 |      |
|      |         |                  |        |            |      |

### 뮤직비디오
| 가수명        | 노래명                | 공동 출연 | 비고 | 출처 |
| ------------- | --------------------- | --------- | ---- | ---- |
| 이소은        | 〈서방님〉            |           |      |      |
| 리치          | 〈사랑해 이 말 밖엔〉 |           |      |      |
| 브이원        | 〈그런가봐요〉        |           |      |      |
| 비            | 〈Sad Tango〉         |           |      |      |
| 원더걸스      | 〈Irony〉             |           |      |      |
| 방용국        | 〈I Remember〉        |           |      |      |
| 다이나믹 듀오 | 〈거기서거기〉        |           |      |      |

### 광고
| 광고주           | 브랜드                                              | 종류      | 공동 출연     | 출처 |
| ---------------- | --------------------------------------------------- | --------- | ------------- | ---- |
| 케이티프리텔     | 018 M CARD - 공항 편                                | 이동 통신 | 차태현 김민희 |      |
| 한국전력공사     | 축냉식 냉방 설비 - 에너지의 미래를 생각하는 기업 편 | 공익광고  |               |      |
| 롯데제과         | 아트라스 -                                          | 초콜릿 바 | 원빈          |      |
| SK텔레콤         | SK텔레콤 T - 인라인 타는 여자 편                    | 이동 통신 |               |      |
| OB맥주           | 카스 큐팩                                           | 맥주      |               |      |
| 웅진             | 쿠첸 화력 밥솥 - 요가 편                            | 밥솥      |               |      |
| 웅진             | 쿠첸 화력 밥솥 - 쥬얼리샵 편                        | 밥솥      |               |      |
| 현대해상화재보험 | 현대해상화재보험 하이카 - 초보운전자 편             | 손해보험  |               |      |
| 현대해상화재보험 | 현대해상화재보험 하이카 - 장롱면허 편               | 손해보험  |               |      |
| 삼성전자         | 지펠 스파클링                                       | 냉장고    |               |      |

## 수상 및 후보
| 연도 | 시상식                   | 부문       | 작품 | 결과 |
| ---- | ------------------------ | ---------- | ---- | ---- |
| 2018 | 제2회 한중국제단편영화제 | 여우주연상 | 빈칸 | 수상 |